# خوسيه أنخيل روخو
خوسيه أنخيل روخو (بالإسبانية: José Ángel Rojo) هو لاعب كرة قدم إسباني في مركز الوسط، ولد في 19 مارس 1948 في بلباو في إسبانيا. شارك مع منتخب إسبانيا لكرة القدم. أما مع النوادي، فقد لعب مع أتلتيك بيلباو ب وأتلتيك بيلباو وراسينغ سانتاندير وسوسيداد ديبورتيبا إنداوتخو.

## وصلات خارجية
- خوسيه أنخيل روخو على موقع ناشيونال فوتبول تيمز (الإنجليزية)